# Litra T 357-360
|  | Denne artikel omhandler lokomotiverne leveret til København-Slangerup Banen i 1905. For de tre tyske lokomotiver overtaget af DSB i 1945, se Litra T |
DSBs Litra T – 0C0T (357-360) var oprindeligt bygget i 1905 til den daværende København-Slangerup bane, de blev overtaget af DSB i 1909 efter en mindre politisk skandale. Blandt andet havde det vist sig, at de brugte alt for meget kul i forhold til deres ydelse.
DSB fik dem ombygget og ville bruge dem som rangerlokomotiver men de blev aldrig en succes – og de blev hugget op i 1935.
| Jernbane | Spire Denne jernbaneartikel er en spire som bør udbygges. Du er velkommen til at hjælpe Wikipedia ved at udvide den. |